# اچ‌ام‌سی‌اس مکنزی (دی‌دی‌ئی ۲۶۱)
اچ‌ام‌سی‌اس مکنزی (دی‌دی‌ئی ۲۶۱) (به انگلیسی: HMCS Mackenzie (DDE 261)) یک کشتی است که طول آن ۳۶۶ فوت (۱۱۱٫۶ متر) می‌باشد. این کشتی در سال ۱۹۶۱ ساخته شد.